# King of the Ring
King of the Ring er en turnering inden for wrestling, der bliver afholdt af World Wrestling Entertainment. Turneringen blev afholdt årligt fra 1985 til 2002 (med undtagelse af 1992), og fra 1993 til 2002 blev turneringen desuden afholdt ved pay-per-view-showet af samme navn. Efter fire års pause blev turneringen genoptaget i 2006 på WWE's ugentlige tv-program SmackDown. I 2008 og 2010 blev turneringen afholdt på WWE's ugentlige tv-program RAW, men det var muligt for alle wrestlere i WWE at deltage.

## Historie
| År   | Vinder                 |
| ---- | ---------------------- |
| 1985 | Don Muraco             |
| 1986 | Harley Race            |
| 1987 | Randy Savage           |
| 1988 | Ted DiBiase            |
| 1989 | Tito Santana           |
| 1991 | Bret Hart              |
| 1993 | Bret Hart              |
| 1994 | Owen Hart              |
| 1995 | Mabel                  |
| 1996 | Steve Austin           |
| 1997 | Hunter Hearst Helmsley |
| 1998 | Ken Shamrock           |
| 1999 | Billy Gunn             |
| 2000 | Kurt Angle             |
| 2001 | Edge                   |
| 2002 | Brock Lesnar           |
| 2006 | Booker T               |
| 2008 | William Regal          |
| 2010 | Sheamus                |

Selvom King of the Ring-turneringen først blev til et pay-per-view-show i World Wrestling Federation i 1993, blev den første turnering afholdt allerede i 1985. Don Muraco blev den første King of the Ring (Ringens konge). Den anden vinder, Harley Race, er kendt for at have brugt sin sejr i turneringen i en "King of Wrestling"-gimmick. Det samme gjorde Randy Savage, Owen Hart, Mabel, Kurt Angle, Edge, Booker T og senest William Regal, og de har alle brugt navnet "King" i deres ringnavn efter sejr i turneringen.

### Pay-per-view-show
King of the Ring-turneringen består typisk af 16 wrestlere, der kæmper i en knald-eller-fald-turnering én mod én. Vinderen af en kamp går videre i turneringen og møder vinderen af en anden kamp. Vinderen af finalen bliver officielt kronet som årets King of the Ring. Under pay-per-view-showet King of the Ring, der blev afholdt fra 1993 til 2002, blev der også sat andre kampe op. Selvom nogle vindere af turneringen blev tildelt en VM-titelkamp ved SummerSlam senere samme år, er det vigtigste ved turneringen den prestige, der følger med sejren. Mange gange er årets King of the Ring blevet organisationens næste superstjerne, og mange wrestlere har haft stor succes, efter at de har vundet turneringen, som fx Steve Austin, Bret Hart, Kurt Angle, Edge og Triple H. Andre har fuldstændig floppet, som fx Mabel og Billy Gunn. Fra 1993 til 2002 blev pay-per-view-showet King of the Ring betragtet som én af de fem store pay-per-view-shows i World Wrestling Federation sammen med Royal Rumble, WrestleMania, SummerSlam og Survivor Series. 

### King of the Ring vender tilbage
Det sidste King of the Ring-pay-per-view-show blev afholdt i 2002, men fire år senere vendte turneringen tilbage til World Wrestling Entertainment. Turneringen i 2006 var således den første siden 1991, der ikke var blevet vist på pay-per-view, og den blev vundet af Booker T. Han vandt finalen over Bobby Lashley ved pay-per-view-showet Judgment Day. Der blev ikke holdt nogen turnering igen i 2007, men i 2008 og 2010 blev den afholdt under en episode af WWE's ugentlige tv-program RAW. King of the Ring-turneringen er ikke blevet afholdt siden 2010. 